# Hymenopterologie
Die Hymenopterologie ist ein Zweig der Insektenkunde (Entomologie), der sich mit den Hautflüglern (Hymenoptera) befasst. Die Hymenopterologie bemüht sich, durch Sammeln, Beobachtung und Experimente das Wissen um diese Tiergruppe zu erweitern. Neben der Bestimmung, Erstbeschreibung und systematischen Einordnung dieser Tiere werden auch ihre morphologischen, anatomischen und physiologischen Eigenschaften untersucht. Diese spielen eine wesentliche Rolle als Grundlage für andere Wissenschaften, beispielsweise für die Medizin, wo den Hautflüglern als Überträger von Krankheiten und Parasiten eine besondere Bedeutung zukommt.
Die Personen, die sich mit dieser Wissenschaft beschäftigen, werden Hymenopterologen genannt.